# Гулак-Артемовський Олексій Львович
Олексі́й Льво́вич Гула́к-Артемо́вський (*10 (22) лютого 1837 — пом. 23 березня (5 квітня) 1896) — український лікар, народознавець, музикант, збирач народних пісень.

## Біографія
Народився 10 (22) лютого 1837 в селі Ступичка Звенигородського повіту Київської губернії (сучасне с. Ступичне Катеринопільського району Черкаської області), син священика, двоюрідний небіж Семена Гулака-Артемовського.
Навчався в Київській духовній семінарії.
1859 вступив до Київської духовної академії. Восени 1861 року, не відчувавши покликання до теології, перевівся на медичний факультет Київського університету, де поряд з вивченням наук, передбачених програмою, захопився етнографією. Закінчив навчання 1866 року.
Викладав у першій київській (подільській) недільній школі. Збирав фольклор, поширював нелегальні твори Т. Шевченка, газету «Колокол».
Переклав з польської мови на українську вступ до книги Антона Коціпінського «Пісьні, думкі і шумкі руського народа на Подолі, Украіні і в Малороссійі» (1862).
1868 видав власну збірку «Народні українські пісні з голосом» (друге видання — 1883), до якої включив зібрані на Білоцерківщині та в Таращанському повіті 52 українські пісні, серед яких «приколискові», «жіночі дівочі й молодичі» та «чоловічі», а також три білоруські пісні. У російськомовній передмові до збірки наводить бібліографію сучасних йому видань українських («південноруських») пісень, яка містить 44 книги й 14 періодичних видань. М. Драгоманов зазначав важливість цих матеріалів для національного відродження.
Загалом планувалося видання серії із 6-ти збірок:
- Випуски 1—3 — ліричні пісні.
- Випуск 4 — думи, псальми, колідки тощо.
- Випуск 5 — весільні пісні.
- Випуск 6 — варіанти музики й текста та пісні без музики.[2]

О. Гулак-Артемовський також є автором фахових досліджень різних хвороб.

## Варіанти імені
Послуговувався різними варіантами свого імені й прізвища:
- Ім'я: Олексій, Олекса, Алексій
- Прізвище: Гулак, Артемовський, Гулак-Артемовський, Гулаченко-Артемовський

## Праці
- Народні українські пісні з голосом (50 пісень і 5 додатків). К., 1868; друге видання — 1883.
- (рос.) К этиологии дифтерита: Медико-этнографический очерк. К., 1883.

## Цікаві факти
Олексій Гулак-Артемовський — один із прототипів Павла Радюка, героя повісті І. Нечуя-Левицького «Хмари».